# Bad Breisig
Bad Breisig – miasto uzdrowiskowe w Niemczech, w kraju związkowym Nadrenia-Palatynat, w powiecie Ahrweiler, siedziba gminy związkowej Bad Breisig.

## Demografia
| - 1815 – 1341 - 1835 – 1891 - 1871 – 1953 - 1905 – 2244 | - 1939 – 2735 - 1950 – 3546 - 1965 – 5130 - 1975 – 6235 | - 1985 – 6939 - 1995 – 8600 - 2000 – 8850 - 2005 – 9010 |